# Bartın (provincie)
Bartın je turecká provincie na jižním pobřeží Černého moře. Jejím hlavním městem je Bartın. V roce 2000 měla 184 178  obyvatel. Má rozlohu 2 140 km².

## Administrativní členění
Bartınská provincie se dělí na 4 distrikty:
| - Bartın - Amasra - Kurucaşile - Ulus |